# RŽD-Baureihe ЭП10
Die Lokomotiven der Baureihe ЭП10 (EP10) der Rossijskije schelesnyje dorogi (RŽD) sind russische Breitspurlokomotiven für den Zweisystembetrieb, die von der Elektrolokomotivenfabrik Nowotscherkassk (NEVZ) in Zusammenarbeit mit Adtranz gebaut wurden. Die erste Vorserienlokomotive 001 wurde 1998 vorgestellt, gefolgt von der zweiten Vorserienlokomotive 002 in 2005. In Zusammenarbeit mit Bombardier Transportation, dem Nachfolger von Adtranz, wurden 2006 zehn Serienlokomotiven in Nowotscherkassk gebaut. Wie die Lokomotiven der Baureihen ВЛ65 und ВЛ85 von NEVZ erhielten auch diese Lokomotiven drei zweiachsige Drehgestelle die Achsfolge Bo’Bo’Bo’.

## Geschichte
Im Eisenbahnnetz der RŽD werden sowohl das 3 kV Gleichstromsystem als auch das 25 kV Wechselstromsystem mit 50 Hz genutzt, wobei  die Systemtrennstellen in Bahnhöfen sind, in denen die Lokomotiven gewechselt werden. Um den Wechsel zu vermeiden, wurden 1966 Zweisystemlokomotiven wie die ВЛ82 für den Güterverkehr und die ЧС5 für den Personenverkehr entwickelt. Die ЧС5 ging jedoch aufgrund technischer Probleme nicht in die Serienfertigung. Zu Beginn der 1990er Jahre waren die Importe von Schnellzugslokomotiven von Skoda aufgrund von Zöllen zu teuer geworden und somit nicht mehr möglich, weshalb eine eigenen Mehrsystemlokomotive für Schnellzüge entwickelt wurde. Sie sollte insbesondere im Fernverkehr die Reisezeiten verkürzen und zudem als Grundlage für Einsystemvarianten für Gleich- und Wechselstrom dienen. 
Aufgrund von juristischen Auseinandersetzungen mit Bombardier und der ungenügenden Zuverlässigkeit der Lokomotiven wurde die Produktion nach zwölf Lokomotiven eingestellt. Nach dem mit Alstom ein neuer Konsortialpartners gefunden wurde, entstand die Nachfolgebaureihe ЭП20 mit gleicher Achsfolge. 

## Technik

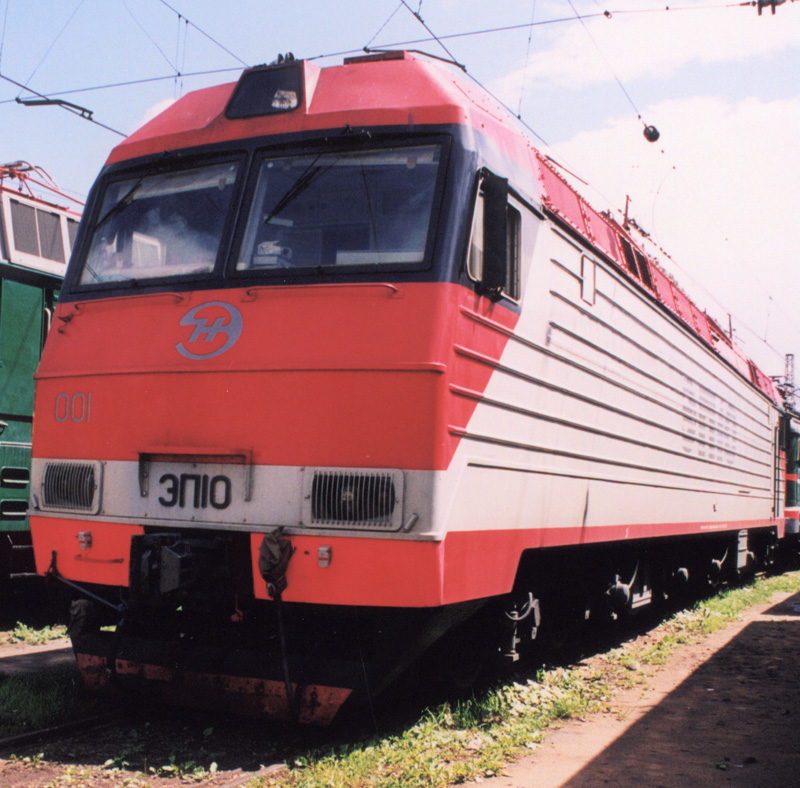
EP 10-001 in Moskau

Die Lokomotive wurde vom russischen Forschungs- und Entwicklungsinstitut für Elektrolokomotivbau (VELNII) in Novocherkassk in Zusammenarbeit mit Adtranz entwickelt. Die Lokomotiven sind mit einem mikroprozessorgesteuerten Drehstromantrieb ausgestattet, der eine elektrische Nutz- und Widerstandsbremse ermöglicht. Sie sind mit einer Vielfachsteuerung ausgerüstet, die jedoch betrieblich selten genutzt wird.
Im Wechselstrombetrieb erfolgt nach dem Haupttransformator die Gleichrichtung der Spannung mit den Vierquadrantenstellern in den Stromrichtern, die in wassergekühlter GTO-Technik ausgeführt sind. Die variable Zwischenkreisspannung erreicht dabei Werte bis 2,8 kV. Im Gleichstromnetz wird der Zwischenkreis über eine Glättungsdrossel direkt mit der Fahrleitung verbunden, wodurch ere abhängig von der Fahrleitungsspannung mit bis zu 4,5 kV betrieben wird. Der Zwischenkreis versorgt die Asynchronfahrmotoren über Wechselrichter mit Drehstrom, dessen Spannung und Frequenz variiert werden. Bei der Nutzung der elektrischen Bremse wird der von den Fahrmotoren erzeugte Wechselstrom in den Zwischenkreis eingespeist. Bei der Nutzbremsung wird die von den Motoren erzeugte elektrische Energie im Wechselstromnetz über den Vierquadrantensteller und den Transformator zurück in ins Netz gespeist, während im Gleichstromnetz die Energie direkt in die Fahrleitung zurückgeführt wird. Bei einer Sperrung der Nutzbremse oder einem nicht aufnahmefähigem Fahrleitungsnetz wird die elektrische Energie über Bremswiderstände auf dem Dach in Wärme umgewandelt, 
Die Fahrmotoren sind mit zwei Wicklungssystemen im selben Motorgehäuse ausgeführt; eines der Wicklungssysteme weist offene Enden auf, während das anderen in Stern geschaltet ist. Im Wechselstrombetrieb werden die beiden Wicklungssysteme in Serieschaltung betrieben, im Gleichstrombetrieb der Lokomotive werden die offenen Enden des ersten Wicklungssystems ebenfalls in Stern geschaltet und von einem eigenen Wechselrichter mit Spannung versorgt. Die beiden Wechselrichter, die einen Motor versorgen, sind dabei an unterschiedlichen Ebene des auf zweit Spannungsebenen aufgeteilten Zwischenkreises angeschlossen.  

## Betrieb
Alle zwölf Lokomotiven wurden dem Depot Москва-Сортировочная-Рязанская (Moskwa-Sortirowotschnaja-Rjasanskaja) zugeteilt. Sie wurden auf den Strecken Moskau – Nischni Nowgorod, Moskau – Woronisch, Moskau – Kiew, Moskau – Brest und weiteren im hochwertigen Schnellzugverkehr eingesetzt.
Im Jahr 2007 erwiesen sich die Lokomotiven als sehr unzuverlässig und es wurde erwogen, sie abzustellen. Als problematisch erwiesen sich die Fahrmotoren, die zusätzlich durch die Steuerung überlastet wurden. Die Ursachen waren nach Zeitungsangaben eine Reihe von Qualitätsmängeln bei Zulieferern.
Von 2011 an durchliefen alle Lokomotiven der Reihe ЭП10 die mittlere Instandhaltungsstufe im Ellok–Ausbesserungswerk Rostow.
Um 2013 befand sich die Mehrheit der Elektrolokomotiven im Betrieb, gleichzeitig befand sich ein Teil der Lokomotiven zur teilweisen Modernisierung beim Hersteller.
2016 wurden die meisten Lokomotiven konserviert abgestellt. Im Jahr 2020 war noch eine Maschine im aktiven Einsatz.